# Volodimir Dmitrovics Handohij
Volodimir Dmitrovics Handohij (ukrán nyelv: Володимир Дмитрович Хандогій; Cserkaszi, 1953. február 21.) ukrán diplomata, első külügyminiszter-helyettes, 2009. március 3-tól, Volodimir Ohrizko felmentése után október 13-ig Ukrajna megbízott külügyminisztere volt.

## Szakmai karrierje
A Tarasz Sevcsenko Kijevi Állami Egyetemen tanult nemzetközi jogot és nemzetközi kapcsolatokat. Diplomáciai karrierjét 1976-ban kezdte az Ukrán SZSZK Külügyminisztériuma Sajtó Osztályán. 1979–1983 között attaséi rangban az Ukrán SZSZK New York-i állandó ENSZ-képviseletén dolgozott. 1983-tól ismét az Ukrán SZSZK Külügyminisztériumában dolgozott, ezalatt volt a Sajtó Osztály, a Nemzetközi Szervezetek Osztálya, valamint a miniszteri titkárság munkatársa. 1988-tól ismét külszolgálatot látott el, 1992-ig a Szovjetunió ENSZ-képviseletén első titkári rangban szolgált. Ukrajna függetlenné válását követően, 1992-től Handohij volt Ukrajna állandó ENSZ-képviselőjének első helyettese. 1994–1995 között Ukrajna Külügyminisztériumában a Nemzetközi Szervezetek Osztályát irányította. 1995-ben külügyminiszter-helyettessé nevezték ki, ezt a posztot 1998-ig töltötte be.
1998-tól 2000-ig Ukrajna kanadai nagykövete volt, egyúttal a Nemzetközi Polgári Repülési Szervezetnél (ICAO) is ellátta Ukrajna képviseletét. 2000-től 2002-ig Ukrajna hollandiai, 2000-től 2005-ig pedig Ukrajna belgiumi és luxemburgi nagykövete, valamint a brüsszeli ukrán NATO-képviselet vezetője volt.
2005-től az ukrán külügyminisztérium NATO-osztályának a vezetője volt. 2006 januárjában ismét külügyminiszter-helyettessé, majd 2007 júliusában első külügyminiszter-helyettessé nevezték ki. Volodimir Ohrizko leváltását követően e tisztségében a megbízott miniszteri teendőket is ellátta Petro Porosenko október 13-i miniszteri kinevezéséig. 2010. július 30. és 2014. május 6. között Ukrajna nagykövete volt az Egyesült Királyságban.

## Társadalmi tevékenysége
Az Ukrán Külpolitikai Szövetség társalapítója, 2015 áprilisától a szervezet elnöke volt.  2018-tól a Zovnyisnyi szpravi (Külügyek) tudományos folyóiratot kiadó civil szervezet igazgatótanácsának elnöke volt.

## Magánélete
Nős, felesége Natalja Boriszivna Sevcsenko. Egy fia és egy lánya van. Angolul, franciául és oroszul beszél.